# Thái Văn Lung

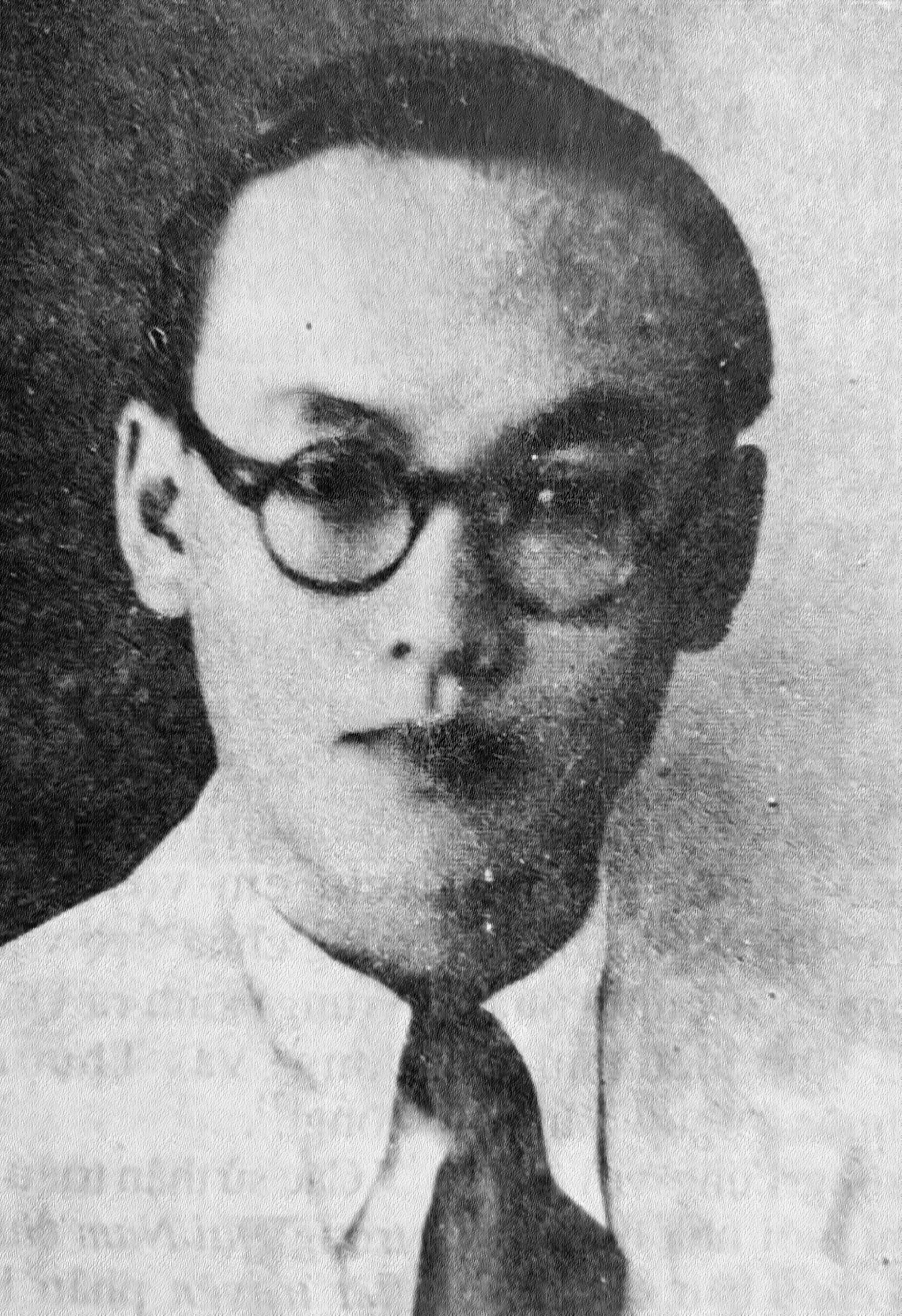
Luật sư, ĐBQH khóa I, liệt sĩ Thái Văn Lung.

Thái Văn Lung (14/7/1916 - 2/7/1946) là luật sư, đại biểu Quốc hội khóa I, chiến sĩ cách mạng Việt Nam thời hiện đại.

## Tiểu sử
Ông sinh năm 1916 tại huyện Thủ Đức, Gia Định, trong một gia đình trí thức thuộc một làng Công giáo, có Tên Thánh là Albert. Cha là kỹ sư Thái Văn Lân, em gái ông là Thái Thị Liên (1918–2023), sau này trở thành Nhà giáo Nhân dân, Nghệ sĩ Nhân dân và nghệ sĩ piano nổi tiếng, mẹ của nghệ sĩ nhân dân Đặng Thái Sơn và Trần Bạch Thu Hà.
Thái Văn Lung thi đỗ Cử nhân Khoa Luật tại Đại học Paris (Pháp), đồng thời học thêm ở Trường Khoa học Chính trị và Trường Thuộc địa (École Coloniale). Do có quốc tịch Pháp nên Thái Văn Lung tham gia học Trường Sĩ quan Pháo binh, trở thành sĩ quan pháo binh tham gia quân đội trong 4 năm và xuất ngũ với quân hàm trung úy. Trong thời gian quân dịch, ông đã tham gia cuộc Chiến tranh Xiêm – Pháp và Chiến tranh thế giới thứ hai.
Tháng 3 năm 1945, ông trở về nước làm việc tại Tòa thượng thẩm Sài Gòn. Tháng 6, ông cùng với Nguyễn Văn Thủ, Phạm Ngọc Thạch, Lưu Hữu Phước... tham gia sáng lập lực lượng Thanh niên Tiền phong, trong đó ông phụ trách làm huấn luyện quân sự của tổ chức.
Sau Cách mạng tháng 8, ngày 23 tháng 9 năm 1945, ông bị quân Pháp bắt nhưng trốn thoát được. Ông trở ra ngoại thành, tham gia kháng chiến chống Pháp ở Nam Bộ. Ông được cử làm Chủ tịch Ủy ban Kháng chiến huyện Thủ Đức, xây dựng tổ chức lực lượng vũ trang của huyện (được nhân dân quen gọi là bộ đội Thái Văn Lung). Sau cuộc tổng tuyển cử ngày 6 tháng 1 năm 1946, ông trở thành một trong những đại biểu Quốc hội khóa I thuộc tỉnh Gia Định.
Năm 1946, khi đang tham gia Ban chỉ huy quân sự huyện và chỉ huy lực lượng bộ đội Thái Văn Lung chống Pháp ở Thủ Đức, ông đã bị bắt trong một trận đánh. Sau khi bị tra tấn khốc liệt, ông mất vào ngày 2 tháng 7 năm 1946, khi chưa tròn 30 tuổi.

## Di sản

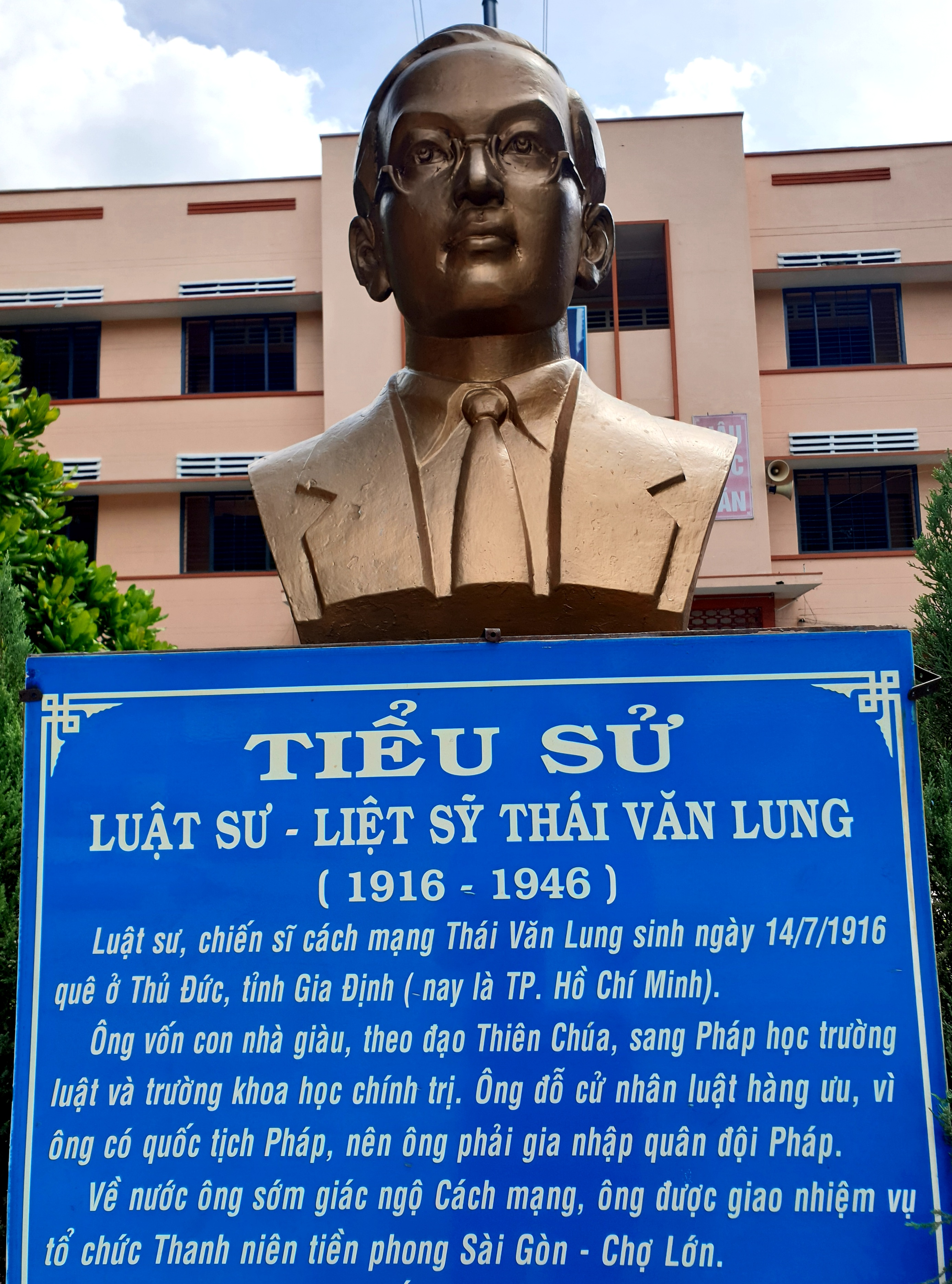
Tượng luật sư Thái Văn Lung ở trường THCS Thủ Đức

Trong tờ báo La Voix du Maquis, ở mục Variétés du Maquis, luật sư Gaston Phạm Ngọc Thuần, người bạn thân của ông đã viết:
| “ | Không một bí mật quân sự. Không một tiết lộ. Không một tin tức nào vượt ra khỏi đôi mắt đã khép chặt một cách anh dũng phi thường và khép chặt mãi mãi. Cái chết kéo dài một cách thảm khốc, luật sư Thái Văn Lung còn minh họa bằng một hình tích đẫm máu của chính anh để nói thêm với ta rằng: Vết nhơ của nô lệ chỉ có thể rửa được bằng máu. | ” |

Trên báo Cứu quốc số ra ngày 17/7/1946, Trưởng Ban Thường trực Quốc hội Nguyễn Văn Tố đã có bài viết "Ông Albert Thái Văn Lung đã bỏ mình vì nước", có đoạn viết:
| “ | Cá nhân của Thái Văn Lung là một người rất thông minh, một trạng sư trẻ tuổi đầy tương lai mà các đồng nghiệp đều khâm phục. Hơn nữa, Thái Văn Lung là một người bạn trung thành, một người con hiếu thảo. Đối với thanh niên, Thái Văn Lung là một người lãnh đạo, sáng suốt, đắc lực, đã không phân biệt giai cấp mà trái lại đã thực hiện sự thống nhất thanh niên miền Nam nước Việt Nam. Đối với bộ đội, Thái Văn Lung là một người chỉ huy nhân dung vô cùng và đầy mưu lược đã làm cho quân Pháp vô cùng khiếp sợ, cho nên bọn chúng đã tuyên bố nhất định thủ tiêu anh lập tức, sau khi bắt được. Thái Văn Lung là một chiến sĩ kiểu mẫu, là một thanh niên cương quyết và tận tụy phụng sự Tổ quốc với hết năng lực của anh. Anh là một người công dân hoàn toàn của nước Việt Nam Dân chủ cộng hòa. | ” |

Tên Thái Văn Lung được đặt cho một số con đường, trường học ở Thành phố Hồ Chí Minh, Vũng Tàu và tỉnh Cà Mau